# Substantia nigra
Substantia nigra ("Schwarze Substanz", nach Samuel Thomas von Soemmerring auch Soemmerring-Ganglion) bezeichnet einen Teil des Gehirns. Dabei handelt es sich um einen Kernkomplex im Bereich des Mittelhirns (Mesencephalon), der durch einen hohen intrazellulären Gehalt an Eisen und Melanin dunkel (lat. niger (fem. nigra) ‚schwarz‘) gefärbt ist.

## Anatomie
Die Substantia nigra befindet sich im Mesencephalon dorsal der Hirnschenkel. Man unterscheidet morphologisch eine dunkle Pars compacta (SNc) mit dicht gelagerten, melaninhaltigen Nervenzellen und eine rötliche Pars reticulata (SNr), deren Nervenzellen durch einen besonders hohen Eisengehalt auffallen. 
Zur Substantia nigra verlaufen zuführende Nervenfasern (Afferenzen) vom Motorcortex und vom prämotorischen Kortex, die als Fibrae corticonigrales bezeichnet werden. Darüber hinaus gibt es Afferenzen aus dem Nucleus caudatus und dem Putamen, die Fibrae strionigrales genannt werden.
Die herausführenden Nervenfasern (Efferenzen) ziehen über die Fibrae nigrostriatales zum Striatum (= Nucleus caudatus und Putamen zusammengefasst) und zum Thalamus. Histochemisch lassen sich verschiedene Neurotransmitter in den Neuronen der Substantia nigra nachweisen. In der Pars compacta imponiert ein besonders hoher Dopamingehalt.

## Physiologie

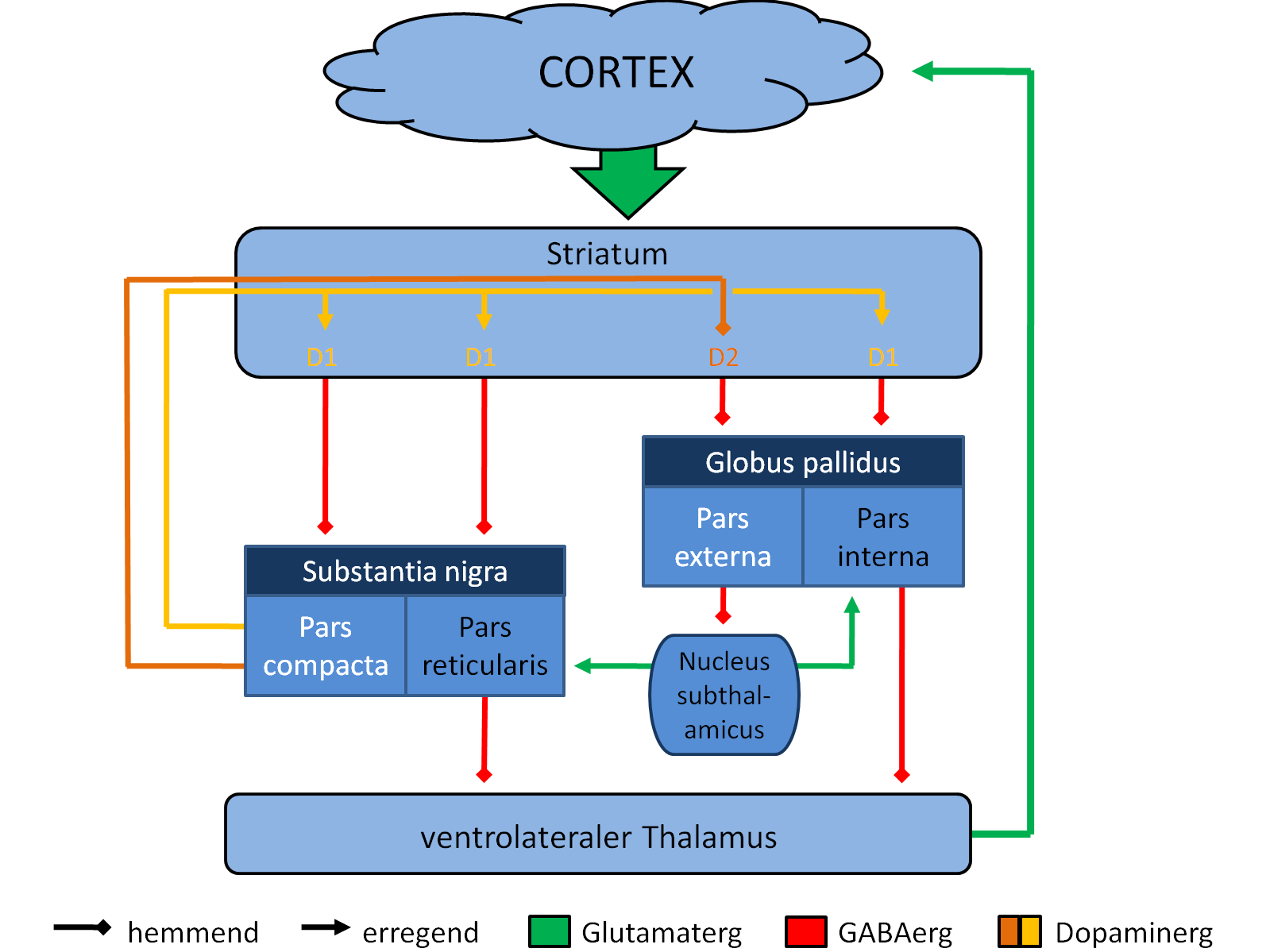
Vernetzung der Kerne im Basalgangliensystem

Die Substantia nigra ist in diverse Schaltkreise des extrapyramidalmotorischen Systems eingegliedert und steht auf diese Weise mit Großhirnrinde, Striatum, Nucleus subthalamicus, Thalamus und anderen Hirnstrukturen in Verbindung. Über ihre dopaminergen Neurone werden Signale vermittelt, die besonders auf die Planung und den Beginn einer Bewegung wirken („Starterfunktion“).

## Pathophysiologie
Ein Ausfall des dopaminergen Systems führt zum Wegfall der Hemmung anderer Bestandteile des Schaltkreises und damit zu den Symptomen des Morbus Parkinson. Im Gegensatz dazu führt ein Ausfall des Nucleus subthalamicus oder der externen Anteile des Globus pallidus zu einer relativen Überfunktion der Neurone der Substantia nigra und damit zu Erkrankungen wie der Chorea Huntington (Pallidum) oder dem Hemiballismus (Nucleus subthalamicus).